# Boulevard Barbès
Il boulevard Barbès è un boulevard del XVIII arrondissement di Parigi, costruito nel 1867 in occasione dei lavori hausmaniani e concepito inizialmente come la metà sud di boulevard Ornano. Questo viale deve il suo nome a Armand Barbès, un politico francese nato a Pointe-à-Pitre. 
Attraversa l'antico villaggio di Clignancourt, agglomerato a Parigi nel 1860. 
La linea 4 della metropolitana di Parigi attraversa il sottosuolo di questa strada fermandosi in tre stazioni : Marcadet - Poissonniers , Château Rouge e Barbès - Rochechouart.
Negli ultimi anni sta riemergendo il suo carattere hausmaniano in virtù di intensi lavori e attività di rivalutazione promossi dal comune di Parigi a partire dal 2007.